# Saint-Domineuc
 Saint-Domineuc  es una población y comuna francesa, situada en la región de Bretaña, departamento de Ille y Vilaine, en el distrito de Saint-Malo y cantón de Tinténiac.

## Demografía
| 1047 | 1013 | 1127 | 1333 | 1339 | 1437 |
| Para los censos de 1962 a 1999 la población legal corresponde a la población sin duplicidades (Fuente: INSEE [Consultar]) |      |      |      |      |      |